# Conde do Lavradio
Conde do Lavradio foi um título, que estava vago, criado de novo por D. João V, Rei de Portugal, por carta, a 17 de Janeiro de 1725, a favor de António de Almeida Soares Portugal.
O primeiro conde foi também 4.º conde de Avintes e 1.º marquês de Lavradio, sendo o título de conde de Lavradio usado por filhos segundos da família daí em diante.
Com os relevantes actos diplomáticos de Francisco de Almeida Portugal, nas campanhas em pról do liberalismo, na Europa, o Estado retribuiu elevando-o a conde, tendo D. Francisco pedido autorização para usar um título que a sua casa já ostentava.
O 3.º conde foi irmão mais novo de D. António de Almeida Portugal, herdeiro da Casa de Lavradio.
O 4.º conde era irmão mais novo do 6.º Marquês de Lavradio. O 5.º conde usa o título com autorização do seu primo, o 8.º marquês de Lavradio.

## Lista de Condes do Lavradio
Primeira criação
1. Luís de Mendonça Furtado e Albuquerque, primeiro e único conde de Lavradio, pela antiga criação de D. Pedro II de Portugal, por carta de 16 de março de 1670; solteiro, sem geração.

Segunda criação
1. D. António de Almeida Soares Portugal, 1.º conde de Lavradio
2. D. Francisco de Almeida Portugal, 2.º conde de Lavradio
3. D. Salvador de Almeida Correia de Sá, 3.º conde de Lavradio
4. D. António de Almeida Correia de Sá, 4.º conde de Lavradio

Após a instauração da República e o fim do sistema nobiliárquico é pretendente ao título D. António de Almeida Correia de Sá.